# Botryosphaeria ribis
Botryosphaeria ribis (Grossenb. & Duggar, 1911) è un fungo del genere Botryosphaeria.

## Sinonimi e binomi obsoleti
- Botryodiplodia ribis[2]
- Botryosphaeria berengeriana[3]
- Dothiorella ribis[4]
- Podosporium ribis[5]

## Descrizione
L'ascocarpo è ascostromatico, nero, multiloculare, ostiolato, con collo corto, aggregato ed erompente sui tessuti dell'ospite. La parete dell'ascocarpo è spessa, pseudoparenchimatosa, con le cellule esterne dalle pareti spesse di colore marrone scuro, mentre quelle interne sono più piccole, ialine e con pareti sottili.
Gli aci, piccole strutture a forma di sacchetto con doppia parete, misurano circa 100-110 μm di lunghezza per 16-20 μm di larghezza. Le ascospore sono di forma ovale, trasparenti e unicellulari, con dimensioni comprese tra 17-23 μm d lughezza e 7-10 μm di larghezza.
Nella fase anamorfica le strutture che producono le spore prendono il nome di conidiomi picnidiali. I conidi hanno una forma fusiforme o ellissoidale, sono unicellulari e trasparenti, ma possono diventare leggermente marroni con la maturazione. Possono avere 1-2 suddivisioni interne e misurano 15-24 μm di lunghezza per 5-7 μm di larghezza.

## Biologia
Le infezioni si verificano in genere durante la fine della primavera e l'inizio dell'estate. B. ribis è un patogeno opportunistico e spesso non ha alcun mezzo per infettare una pianta diversa dall'ospite.
L'ingresso nell'ospite avviene principalmente attraverso le ferite, ma è stato segnalato anche l'ingresso tramite lenticelle, stomi e parti floreali. Il fungo sverna nei fusti morti e nei cancri sotto forma di micelio e stroma nella corteccia. All'interno dell'ospite, il patogeno sviluppa gruppi di peritecia sotto lo strato dermico, che alla fine si rompono, rilasciando ascospore che si diffondono col vento.
Ad agosto o settembre, la fase asessuale è anche attiva nella produzione di Pycnidia, che fornisce un secondo mezzo di inoculo attraverso i conidi. Alcuni ospiti, come l'albero del pistacchio, sono stati osservati solo suscettibili alla fase asessuale del patogeno. B. Ribis è in grado di svernare all'interno dei Pycnidia nella sua fase asessuale nei tessuti infetti dell'ospite vivente. Ramoscelli, foglie e gemme infetti sono in grado di fornire inoculo per un massimo di 3 anni.
B. ribis germina alla massima velocità quando la temperatura è di 25-30°C. A 5°C la crescita era impercettibile o assente e l'agente patogeno perde tutta la vitalità a temperature superiori a 45°C. Poiché questo patogeno colpisce gli alberi, i frutteti sono molto sensibili all'infezione a causa dell'uniformità genetica delle piante. Inoltre, gli individui sui bordi dei campi sono spesso esposti a ulteriori fattori di stress rispetto a quelli nel mezzo del campo, come una maggiore esposizione al tempo, la competizione con altre specie e una maggiore possibilità di incontrare altri patogeni. Tutti questi migliorano la possibilità che B. ribis sia in grado di stabilire un'infezione di successo. Gli stand nativi adiacenti ai frutteti possono anche essere a rischio a causa della maggiore pressione inoculo da questi campi.

## Distribuzione e habitat
La specie è tipica delle zone temperate e tropicali. È presente in:
- Europa: Cipro, Francia, Grecia, Creta, Italia, Netherlands, Portogallo, Madeira, Spagna, Regno Unito (isole del canale, Inghilterra, Scozia e Galles);
- Asia: Bangladesh, Brunei, Cina, Georgia, India, Indonesia, Iran, Israele, Giappone, Repubblica di Corea, Malaysia, Myanmar, Nepal, Pakistan, Sri Lanka, Taiwan, Thailandia, Turchia;
- Africa: Costa d'Avorio, Etiopia, Ghana, Guinea, Kenya, Madagascar, Malawi, Mauritius, Mozambico, Niger, Nigeria, Sud Africa, Tanzania, Tunisia, Uganda, Zambia, Zimbabwe;
- America del Nord: Canada (Alberta, Manitoba, Ontario, Yukon), Mexico, USA (Alabama, Arizona, Arkansas, California, Connecticut, Delaware, Distretto di Columbia, Florida, Georgia, Hawaii, Illinois, Indiana, Iowa, Kansas, Kentucky, Louisiana, Maine, Maryland, Massachusetts, Michigan, Minnesota, Mississippi, Missouri, Montana, Nebraska, New Jersey, New Mexico, New York, North Carolina, Ohio, Oklahoma, Pennsylvania, Rhode Island, South Carolina, Tennessee, Texas, Vermont, Virginia, Washington, West Virginia, Wisconsin);
- America centrale e Caraibi: Barbados, Costa Rica, Cuba, Dominica, Grenada, Honduras, Jamaica, Trinidad e Tobago;
- America meridionale: Argentina, Bolivia, Brazil (Espirito Santo, Minas Gerais, Para, Pernambuco, Rio de Janeiro, Rio Grande do Sul, Santa Catarina, Sao Paulo), Chile, Columbia, Uruguay, Venezuela;
- Oceania: Australia (Nuovo Galles del Sud, Queensland, Victoria, Western Australia), Micronesia, Fiji, Nuova Zelanda, Papua Nuova Guinea, Isole di Salomone.

## Fitopatologie
Si tratta di un ascomicete saprofita che provoca una tracheomicosi, comunemente denominata cancro gommoso, su alcune piante, in particolare:
- rami di C x Limon, C. x Paradisi, C. reticulata, C. x sinensis
- frutti di V. corymbosum (frutta),
- F. carica,
- M. domestica,
- P. americana,
- C. oblonga,
- S. sempervirens,
- S. giganteum,
- L. styraciflua,
- H. brasiliensis,
- Ribes ssp.: R. uva-crispa, R. americanum, R. nigrum, R. aureum;
- Carya ssp.,
- Pyracantha ssp.,
- Rhododendron ssp.,
- Salix ssp.,
- eucalipto,
- forsythia,

In generale, temperature elevate, siccità e defogliazioni estreme ripetute predispongono le piante all'invasione da parte di Botryosphaeria ribis. Lo sviluppo della malattia è rapido nelle piante stressate.

### Cancro gommoso
La malattia si manifesta con la comparsa di aree maculate umide sul fusto e sulle branche primarie. In queste aree compaiono in seguito delle screpolature (cancri) da cui fuoriesce un essudato gommoso che si rapprende all'aria assumendo un colore simile a quello dell'ambra. Sotto la corteccia, le aree colpite mostrano un imbrunimento del legno più giovane. Con il passare del tempo le aree maculate diventano sempre più scure e le screpolature più abbondanti. Negli stadi avanzati i cancri sono secchi e la corteccia tende a distaccarsi dal legno.
Il cancro gommoso colpisce in particolare gli alberi vecchi che manifestano uno squilibrio tra la chioma e l'apparato radicale, divenuto poco funzionale. Meno frequentemente sono colpite piante giovani. Le piante non particolarmente debilitate tendono a reagire formando tessuti cicatriziali che circoscrivono le infezioni. Con la progressione della malattia, l'infezione tende a confluire in aree più estese che finiscono per abbracciare l'intera circonferenza. A questo punto è compromessa la funzionalità del sistema vascolare, con conseguente disseccamento della chioma servita dalla branca o dell'intera pianta qualora sia colpito il fusto.
I fattori che predispongono le piante agli attacchi da parte della B. ribis sono le ferite causate da traumi meccanici o da fisiopatie, attraverso i quali si ha l'ingresso del patogeno, disfunzioni fisiologiche (es. disaffinità d'innesto), condizioni di umidità eccessiva persistenti.
La patologia si combatte in sede preventiva garantendo con la potatura un giusto equilibrio fra apparato vegetativo aereo e apparato radicale, soprattutto nelle piante ormai vecchie. In sede curativa si deve intervenire nei primi stadi con trattamenti localizzati, all'inizio della primavera e dell'autunno, eseguendo spennellature con fungicidi rameici ad alte dosi. Su piante giovani e con infezioni non estese si può ricorrere anche alla dendrochirurgia, asportando la corteccia e la parte del legno colpita e disinfettando le ferite con prodotti rameici o con la fiamma. Come rimedio estremo si può infine ricorrere al reinnesto.
Infezioni gravi da B. ribis sono state riscontrate anche sul fico d'India. Il cancro gommoso del fico d'India si forma sui cladodi con l'emissione dell'essudato gommoso dalle lesioni. In caso di attacchi gravi si ha il disseccamento dei cladodi e il progressivo deperimento delle piante.